# Pedro Juan de Rejaule y Toledo
Pedro Juan de Rejaule y Toledo o Pere Joan Rejaule y Rubió, más conocido por el pseudónimo de Ricardo de Turia (que a veces escriben del Turia), (Valencia, 3 de agosto de 1578-c. 1640) fue un jurista, dramaturgo y escritor español del Siglo de Oro.
Fue el segundo hijo del mercader Jerónimo Rejaule y de Jerónima Tecla Rubió. Tuvo siete hermanos y se casó el 13 de septiembre de 1600 con Magdalena Benlloch, de la cual al parecer no tuvo descendencia. Aún se casó otra vez con Ana María de Gasque, de la que tuvo al menos tres hijos: Pedro Juan, nacido en 1629, Vicente, nacido en 1630, y Manuel, cuya fecha de nacimiento se desconoce. Doctor en ambos derechos hacia 1600, fue entre los años 1606 y 1639 corregidor de abogados, abogado fiscal y fiscal y consejero de la real audiencia valenciana. Su cargo le supuso hostilidades que al cabo desembocaron en un juicio de residencia hacia 1640 del que salió completamente absuelto; algo después se debió de jubilar. Algunos proponen 1651 como fecha de su óbito, pero es fecha no segura.
Poeta ocasional en certámenes literarios, compuso también algunas comedias bajo el nombre de Ricardo de Turia  y un breve ensayo en defensa del nuevo teatro barroco español acaudillado por Lope de Vega, que él denominó tragicomedia. El trinitario calzado José Rodríguez creyó en su Biblioteca valentina (1747) que bajo el pseudónimo de Ricardo de Turia se ocultaba Luis Ferrer de Cardona, gobernador de Valencia y regente de su Capitanía General, pero Cayetano Alberto de la Barrera descubrió en su Catálogo bibliográfico y biográfico del teatro antiguo español (1860) que se trataba de este jurista.
Defensor del nuevo sistema dramático que Lope de Vega expuso en su Arte nuevo de hacer comedias en este tiempo (1609), y probablemente amigo del mismo, ya que Lope de Vega estuvo en Valencia, escribió en su defensa y contra los dramaturgos clasicistas un Apologético de las comedias españolas (Valencia, 1616), inspirándose principalmente en argumentos de Giambattista Guarini. Compuso además las comedias La belígera española, La burladora burlada, La fe pagada y El triunfante martirio y gloriosa muerte de San Vicente, hijo de Huesca y patrón de Valencia, incluidas en la segunda parte de Norte de la poesía española Valencia: Felipe Mey, 1616; esta colección va encabezada por el Apologético ya citado del mismo Ricardo de Turia. De esta obra hay edición moderna en Teatro clásico en Valencia, vol. I, ed. de T. Ferrer Valls, Madrid, Fundación José Antonio de Castro, 1997.